# 大室沼

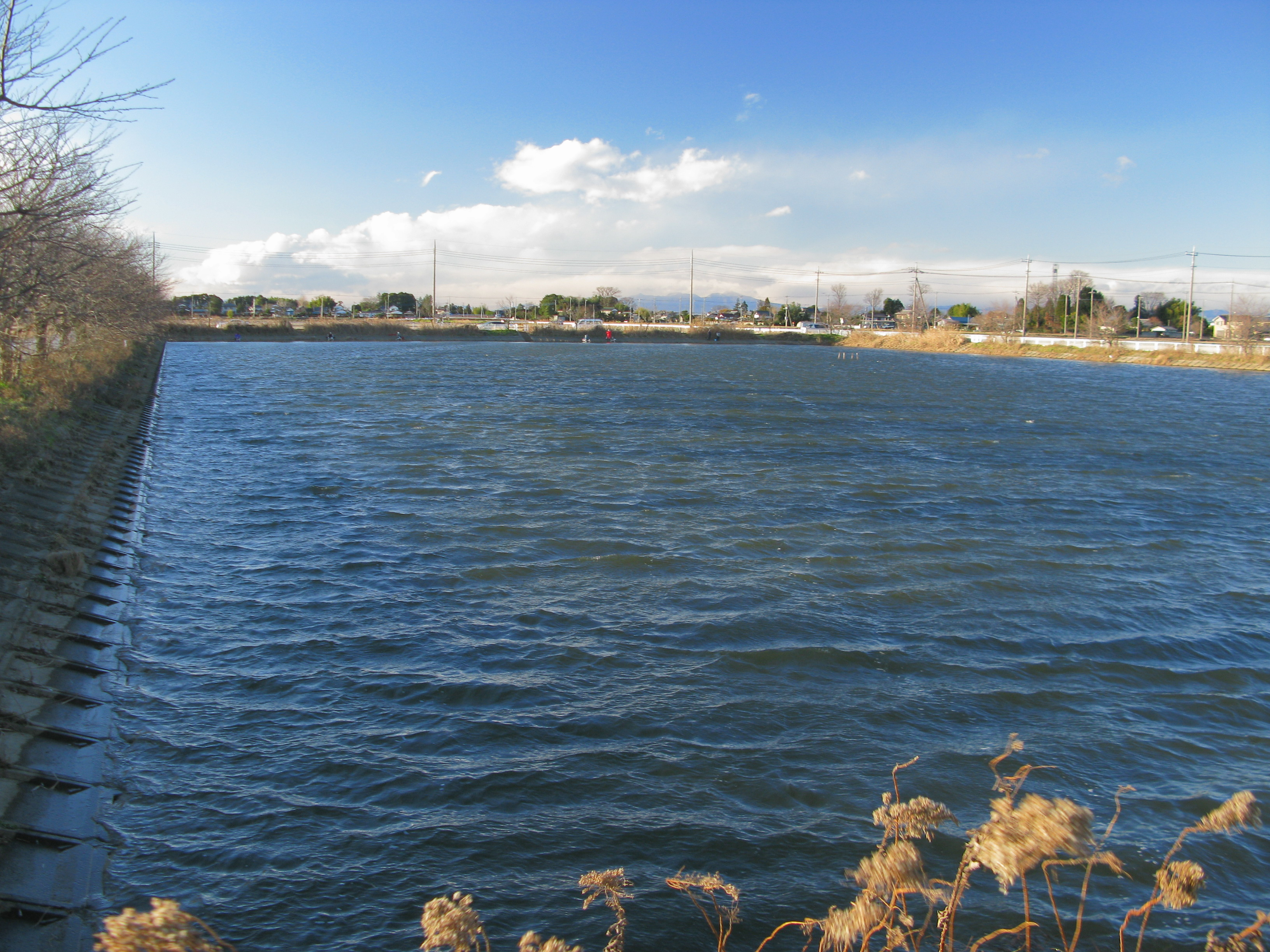
大室沼（2011年12月）

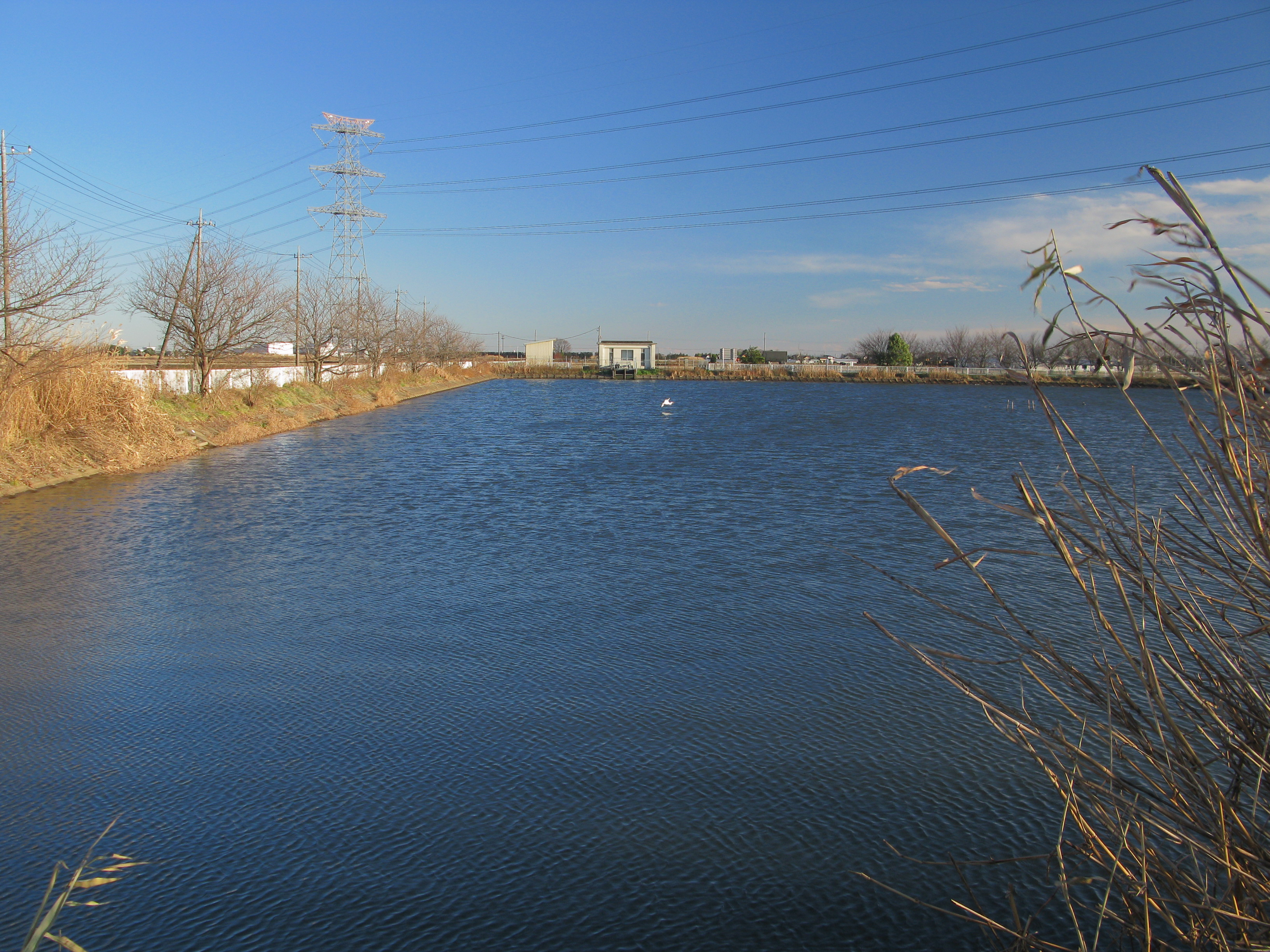
南東方向を望む

大室沼（おおむろぬま）は、埼玉県加須市大室（加須地域）に所在する沼である。

## 概要
この大室沼は加須市大室に所在していることからこの名称がついた。かつて大室沼も含め、周辺一帯は低湿地の沼沢地であり、江戸時代の新田開発により掘り上げ田として開発・利用されていた。後の時代に耕地整理などを行った際、周囲の掘り潰れ（クリーク）を埋めるため、用土を採土し、掘られた場所が今日の大室沼となっている。現在の大室沼はコンクリート護岸がなされ、ため池や調節池として利用されている。
なお、沼の周囲は水田などの農地となっており、沼の北側を東南東へと流下する五ヶ村落とも接続している。

## 所在地
- 〒347-0027 - 埼玉県加須市大室